# Ibn Abi Awn
Ibrahim ibn Muhàmmad ibn Àhmad Abi-Awn ibn Hilal Abi-n-Najm, més conegut simplement com a Ibn Abi-Awn, fou un escriptor nascut a l'Anbar. Fou secretari i va escriure diverses obres, almenys set, entre les quals les més conegudes són Kitab ad-dawàwin i Kitab ar-rassàïl.